# Junes Emamiczoghaji
Junes Emamiczoghaji (pers. یونس امامی; ur. 30 marca 1997) – irański zapaśnik walczący w stylu wolnym. Olimpijczyk z Paryża 2024, gdzie siódme miejsce w kategorii do 74 kg. Brązowy medalista mistrzostw świata w 2019 i 2022 roku.
Triumfator igrzysk azjatyckich w 2022. Złoty medalista mistrzostw Azji w 2022; brązowy w 2019; piąty w 2018. Trzeci na MŚ juniorów w 2017 i MŚ U-23 w 2017. Wicemistrz świata kadetów w 2013 roku.